# 蒂萨皮什珀基
蒂萨皮什珀基（匈牙利語：Tiszapüspöki）是匈牙利亚斯-瑙吉孔-索尔诺克州所辖的一个村，总面积37.45平方公里，总人口2028，人口密度54.2人/平方公里（2010年1月1日）。